# Богомол (фильм, 1982)
«Богомо́л» (англ. Praying Mantis) — художественный фильм, снятый в 1982 году для британского телевидения режиссёром Джеком Голдом. Экранизация произведения Юбера Монтейе «Мольбы богомолов». В одной из главных ролей — Джонатан Прайс.

## Сюжет
Детективный сюжет фильма возникает вокруг взаимоотношений профессора древней истории Руанского университета Поля Канова (Пинкас Браун), его жены (Кармен де Сотой), ассистента Кристиана Маньи (Джонатан Прайс), и молодой помощницы профессора — Беатрис (Шери Лунги). После непродолжительной болезни профессор теряет первую жену и сына. Получив страховку в 6 миллионов швейцарских франков и повторно женившись - на медсестре Вере, - он становится предметом пристального внимания службы безопасности страховой компании. Уж слишком интригующая скоропостижная смерть его близких!

## В ролях
- Джонатан Прайс — Кристиан Маньи
- Шери Лунги — Беатрис Мансо
- Кармен де Сотой — Вера Канова
- Пинкас Браун — профессор Поль Канова
- Анна Кроппер — Гертруда
- Фридрих фон Тун — страховщик
- Артур Браусс — Рихтер
- Сара Бергер — Мадлен
- Кевин Макнэлли — Бернард